# Phobaeticus kirbyi
Phobaeticus kirbyi — вид насекомых из семейства палочниковых (Phasmatidae). Является эндемиком острова Борнео.
Считался рекордсменом по длине тела — 32,8 см. Длина с вытянутыми конечностями — 54,6 см.